# 南岳大庙
南岳大庙位于南岳衡山的山脚下的南岳古镇北端，是衡山最大的古庙，也是五岳中规模最大、最完整的宫殿式庙宇。大庙是衡山国家重点风景名胜区的一部分。

## 历史

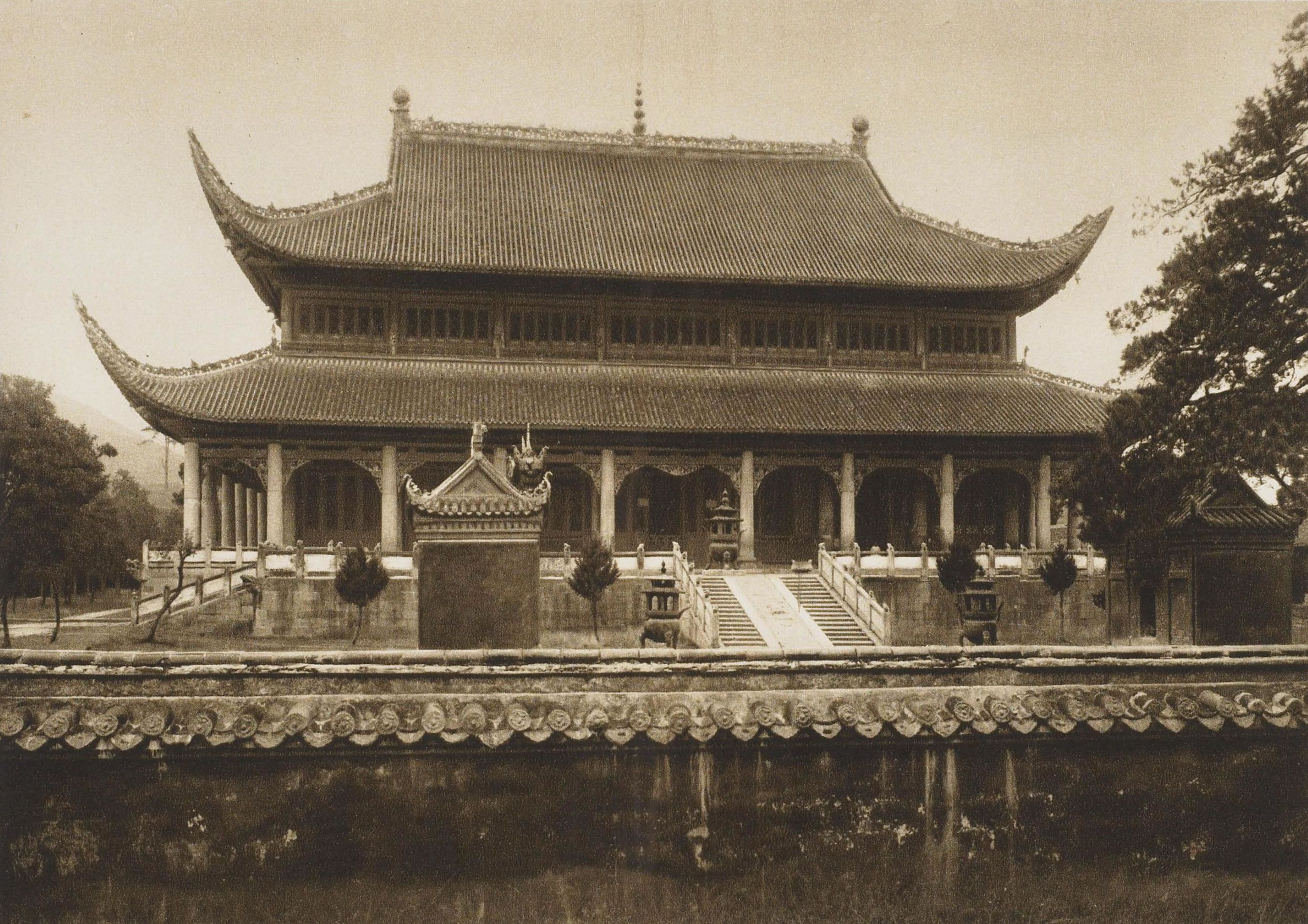
1908年的南岳庙主殿

南岳大庙初为司天霍王庙，后改为南天真君祠。大庙的始建年代不详。最早的文字记载是在唐朝开元十三年（725年）修建，历经宋元明清的六次大火和十六次大修。同治12年寺庙在雷火中被烧毁。清光绪八年（1882年）建筑群按照北京故宫的样式重建，因此也有“江南小故宫”之称，并且大部分建筑一直保存至今。在文化大革命中，庙宇被视为“四旧”而遭到了破坏，碑林、匾额、塑像和经书等悉数被毁，正殿中原来的“南岳圣帝”像毁于文革，后于1983年复制。1980年代开始大庙开始了持续的整修，损坏的建筑和神像等都已经复原。

## 建筑

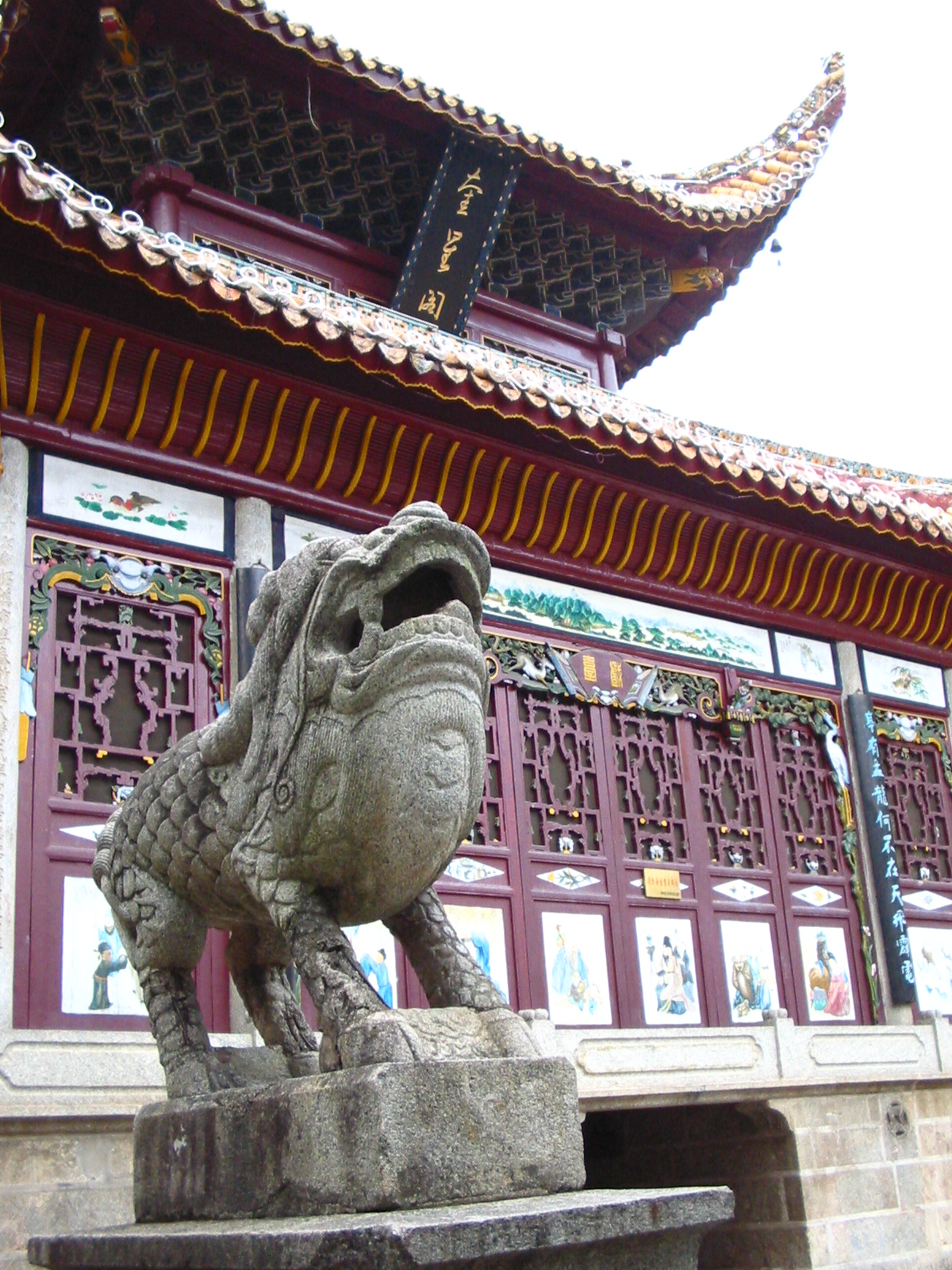
魁星阁，大庙中的戏台

总占地面积为98500多平方米。中轴线上主体建筑分九进，由南至北依次为棂星门、奎星阁、正川门、御碑亭、嘉应门、御书楼、正殿、寝宫和北后门。东西两厢分别是道教八观和佛教八寺。
棂星门的“棂星”意思是人才辈出，为国所用。一般来说棂星不会命以庙门。以棂星命名门的庙宇只有两个，另一个是孔庙。奎星阁又名盘龙亭，是重檐歇山顶建筑，面积139平方米。其作用是戏台。
御碑亭内有康熙帝御制的《重修南岳庙碑记》碑刻279字，首句为“南岳为天南巨镇，上应北斗玉衡，亦名寿岳。”这也是南岳为“寿岳”的御定。康熙的手迹在文化大革命中遭到损毁。嘉应门爲明代建築，是迎接宾客的礼仪门，皇帝和官员等来南岳祭祀时，地方官员在此迎接。门宽36.8米，深16米，高18米，为单檐歇山七开间建筑，是大庙最宽的地方。東西角門爲硬山建築，部分斗栱帶有宋代風格。

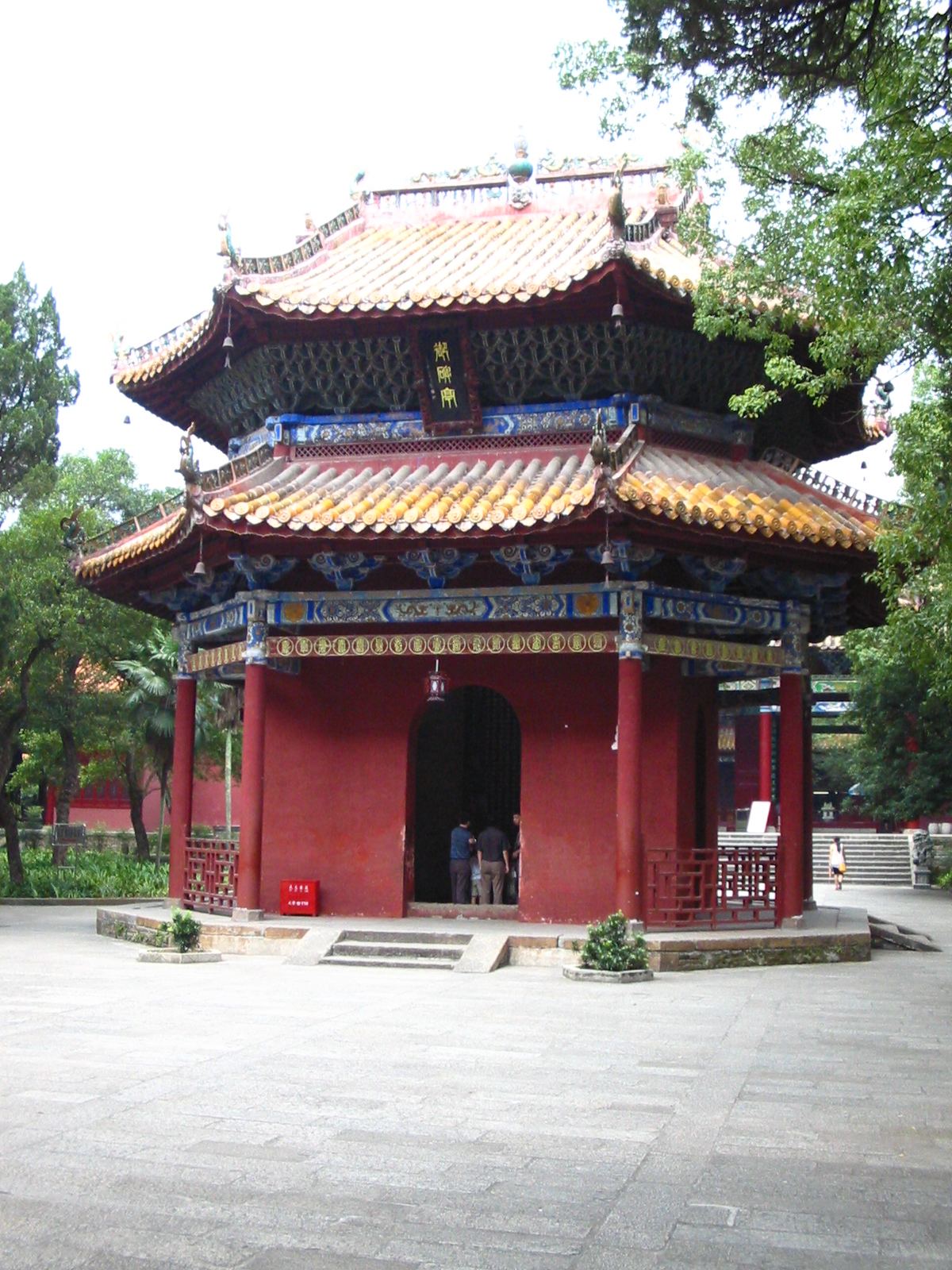
御碑亭

圣帝殿又名正殿，是仿造北京故宫太和殿所建造。正殿为重檐歇山式建筑，殿基长35.3米，宽53.68米，高31.11米，是南岳古镇最高的建筑。殿内外共有七十二根石柱，象征着南岳七十二峰。正殿前的寶庫是焚化香烛祭祀祈福的香炉。正殿的十六级台阶中间造有一条汉白玉游龙，与故宫各大殿前的龙凤石雕十分相似。汉白玉石栏上刻有浮雕，内容多为中国古代的神话传说。正殿供奉的是南岳司天昭圣帝，即祝融火神。

## 文化
南岳大庙是佛教、道教和儒教三教并存的寺庙。道教八观、佛教八寺和御书楼等建筑代表了三教合一的性质。大庙的香火十分旺盛，每年在重要的佛教日子都有盛大的庙会。朝拜的人们不仅来自于湖南、广东等附近省市，也有港澳人士、东南亚华人和日本人。正殿中原来设有岳神座位，历代统治者对岳神都加赐封号。如唐初封为“司天霍王”，唐开元年间又封为“南岳真君”，宋代加封为“司天昭圣帝”等。如今的“南岳圣帝”是1983年复制的，原像毁于文革期间。正殿的两旁的两座宝库，从正殿往下看，左边是供在世的人们烧香祈福用的，右边是供奉已经逝世的先人。在衡山主峰祝融峰顶也有供奉祝融火神的祝融殿。
“道教东八观”。即：老铨德观、新铨德观、老三元宫、新三元宫、万寿宫、清和宫、仁寿阁、玉虚阁。南岳最早的道教活动系东汉，据明《衡岳志》记载：“天师张道陵，尝自天目山游南岳，谒青玉、光天二坛，礼祝融群君祠。”晋泰始四年（268），道士陈兴明于南岳喜阳峰兴建南岳历史上第一座道观，此时应为道教传入南岳之始。晋太康间，魏华存来南岳修道，在此注疏道教重要经典《黄庭经》、《元始大洞真经》，后开创上清派。
1990年中国国家邮政局发行的一套T155《衡山》邮票，4张中的第一张为《大庙巍峨》，即以南岳大庙为景。